# Vestergaard
 Ikke at forveksle med Vestergaard Company.
Vestergaard er en lille hovedgård, som er dannet i 1560 af landsdommer Gregers Juel. Vestergaard var en avlsgård under Tranekær Gods fra 1765 til 1931. Gården ligger i Humble Sogn, Langelands Sønder Herred, Sydlangeland Kommune. Hovedbygningen er opført i 1890.
Vestergaard Gods er på 110,5 hektar

## Ejere af Vestergaard
- (1560-1585) Gregers Juel
- (1585-1600) Sophie Gregersdatter Juel gift Norby
- (1600-1630) Erik Norby
- (1630-1640) Kirsten Eriksdatter Norby gift Pors
- (1640-1670) Rudbek Pors
- (1670-1680) Kirsten Eriksdatter Norby gift Pors
- (1680-1701) Niels Eriksen Kaas
- (1701-1714) Anna Margrethe Nielsdatter Banner gift Kaas
- (1714-1731) Christian Nielsen Banner Kaas
- (1731-1773) Frederik von Ahlefeldt
- (1773-1791) Christian von Ahlefeldt-Laurvig
- (1791-1832) Frederik von Ahlefeldt-Laurvig
- (1832-1856) Christian von Ahlefeldt-Laurvig
- (1856-1889) Frederik Ludvig Vilhelm von Ahlefeldt-Laurvig
- (1889-1917) Christian Johan Frederik von Ahlefeldt-Laurvig
- (1917-1931) Frederik Ludvig Vilhelm von Ahlefeldt-Laurvig
- (1931-1971) Hans Eriksen Hansen & Kathrine Drud Hansen
- (1960-1978) Peter Drud Hansen & Jette Drud Hansen
- (1978-2000) Jette Drud Hansen
- (2000-) Henriette Drud Hansen